# Викарни епископ диоклијски
Викарни епископ диоклијски је титула коју носи викарни архијереј у Српској православној цркви. Почасна је титула помоћном епископу митрополита црногорско-приморског.
Владика Јован (Пурић) је носио титулу епископа диоклијског од 2004. до 2011. године. Тада је одлуком Светог архијерејског сабора Српске православне цркве изабран за епархијског епископа нишког, а дужност диоклијског епископа је упражњена.
Дана 25. маја 2016. за викарног епископа диоклијског је изабран архимандрит Кирило (Бојовић), дотадашњи архијерејски замјеник мјестобљуститеља Епархије буеносајреске и јужноцентралноамеричке. Епископ Кирило изабран је на  Светом архијерејском сабору Српске православне цркве од 10. маја 2018. године за епархијског епископа поменуте епархије док је за викарног епископа диоклијског изабран игуман Цетињског манастира архимандрит Методије (Остојић). Од 18. маја 2024. године старешина Цетињског манастира архимандрит Пајсије (Ђерковић) је викарни епископ диоклијски.